# Rai Radio Live
Rai Radio Live è stata un'emittente radiofonica pubblica tematica italiana edita dalla Rai, che trasmetteva una programmazione di musica dal vivo e manifestazioni sul territorio.
In precedenza era presente solo sul web con il nome di Rai Web Radio 7; dal 24 ottobre 2015 viene irradiata anche in DAB e sul DTT, cambiando nome in Rai Radio 7 Live, mantenuto fino all'11 giugno 2017.
Il 12 giugno 2017 il canale viene ribattezzato Rai Radio Live e viene adottata una nuova identità sonora, composta da Francesco De Santi, Emiliano Mammini e Filippo Guerrieri. Il coordinamento editoriale e del palinsesto viene affidato a Fabrizio Casinelli, che lascia tale incarico nel 2022.
Il 31 marzo 2023 cessa le trasmissioni per fare posto a Rai Radio Live Napoli.

## Palinsesto[4]
- Discoteque
- Era ora
- MusicaMed Live
- Questioni di stilo
- Fronte del palco
- Sue eccellenze
- Setlist
- Ticket to Ride
- Vita da strada

- Il rifugio

- Dieci Passi nella Storia
- Meravigliosi borghi
- Andiamo A
- Viaggiando in Italia
- Patrimonio Italia
- Paese MIo
- Stazioni d'Italia
- Artificial Intelligence
- A spasso con Radic
- Scetate
- Pane e pasta
- Week end live
- Fox in a box
- Frame
- Mediterradio
- Auditorium
- Terre di Confine
- la piazza delle sirene

## Loghi

24 ottobre 2015 - 12 giugno 2017
12 giugno 2017 - 31 marzo 2023